# 青木半治
青木半治（1915年7月16日—2010年5月30日）是日本田径运动活动家。

## 生平
青木半治于早稻田大学商学部毕业。1938年获全国铅球冠军。历任日本业余体育协会理事（1969年-1982年）、副主席（1982年-1989年）、主席（1989年），日本田径协会主席（1975年），亚洲田径联合会副主席，离任后为名誉副主席（1988年），1991年第3届世界田径锦标赛组委会主席。1987年在罗马举行的国际业余田径联合会第36届代表大会上当选为理事会理事，1991年起任副主席。1968年获国际田联元老奖章，1985年获国际奥委会奥林匹克银质勋章。